# Plesiodexilla crouzeli
Plesiodexilla crouzeli là một loài ruồi trong họ Tachinidae.